# Blažej ze Salky
Blažej ze Salky OFM, latinsky Blasius de Szalka, nebo de Zalka pocházející z Uher (někdy chybně uváděn jako Blažej ze Skalky v Čechách) byl maďarský františkán a kronikář činný v 15. století. Byl provinciálem uherské františkánské provincie. Započal dílo Chronica fratrum minorum de observantia provinciae Boznae et Hungariae, na němž se dále podíleli Blažejovi pokračovatelé.